# Sturmtiger
Il Tiger-Mörser, 38 cm RW61 auf Sturm(panzer)mörser Tiger, o Sturmmörser Tiger, più conosciuto come Sturmtiger o Sturmpanzer VI, era un semovente di produzione tedesca. Realizzato in un numero limitato di esemplari, era la versione del Panzer VI Tiger I armata con un mortaio navale, lo SturmMörser RW61 L/5,4, da 380 mm che sparava grossi proiettili con propulsione a razzo, con un peso di 345 kg complessivo.
Venne utilizzato brevemente in azioni operative dall'Heer durante le ultime fasi della seconda guerra mondiale.

## Storia

### Sviluppo
L'idea di un semovente da impiegare esclusivamente nella demolizione delle fortificazioni si fece strada fra l'Oberkommando der Wehrmacht (OKW) durante la battaglia di Stalingrado, i cui serratissimi combattimenti casa per casa, stanza per stanza, che spesso si trascinavano per giorni fece sorgere tra gli ufficiali tedeschi l'eufemismo Rattenkrieg, cioè guerra da topi.
Visto il buon successo riscontrato da alcuni cannoni d'assalto realizzati in tutta fretta unendo lo scafo dello Sturmgeschütz III con un obice corto 15 cm sIG 33 da 150 mm (combinazione battezzata StuG 33B) agli ingegneri del Terzo Reich venne ordinato di realizzare veicoli simili ma ancora più protetti e potenti; ne risultarono due modelli: lo Sturmpanzer IV, che aveva lo scafo del Panzer IV con un obice semi-mobile da 150mm e, appunto, lo Sturmtiger, che sfruttava lo scafo del Panzer VI Tiger I, da poco entrato in linea, per creare tuttavia un mezzo vulnerabile alla fanteria a causa della scarsa mobilità in ambiente urbano, e in grado di polverizzare interi edifici con un solo colpo, rendendo così inutile l'assalto stanza per stanza che tanta usura aveva causato a Stalingrado.

### Impiego operativo

Schema della corazza dello Sturmtiger

Lo Sturmtiger era un'arma di grande potenza e sarebbe stata micidiale se avesse avuto la possibilità di essere impiegata per gli scopi per i quali era stata concepita. Tuttavia, nel 1944, anno in cui furono disponibili gli unici 10 prototipi costruiti, la Wehrmacht era ovunque sulla difensiva, cosicché la costante necessità di carri spinse i tedeschi a destinarli alla spicciolata su vari scenari di guerra, dove spesso neppure giunsero a causa delle costanti incursioni di 
caccia bombardieri ed alla penuria di benzina. Come è facile immaginare, le granate da 380 mm lanciate da tale arma provocavano distruzioni immani: si pensi che un singolo Sturmtiger riuscì a distruggere quattro carri Sherman con un colpo solo, durante la battaglia della Ruhr nel 1945. In ogni caso, lo Sturmtiger non fu un'arma risolutiva poiché prodotto in un numero irrisorio e perché alla fine del 1944 la sconfitta dell'esercito tedesco era ormai segnata.
Solo durante la repressione dell'insurrezione di Varsavia, lanciata dai partigiani bianchi del generale Bor-Komorowski, lo Sturmtiger riuscì a venire impiegato nel suo ruolo precipuo, livellando senza pietà gli edifici trasformati in fortini dagli insorti.

## Descrizione tecnica
Il cannone da 88 mm, in dotazione all'originale Tiger I, venne sostituito da un lanciarazzi da 380 mm (RW 61) installato 
in una casamatta a piastre inclinate che sostituiva la torretta, mentre per il combattimento ravvicinato contro la fanteria nemica una MG 34 era posta alla destra del pezzo. La sovrastruttura era composta da piastre inclinate ad angoli razionali elettrosaldate che gli garantivano una protezione frontale di circa 150 mm e laterale di circa 80 mm. Manteneva lo scafo del Tiger con tutti i suoi difetti legati alla trasmissione ed all'enorme massa, che ora era aumentata notevolmente.

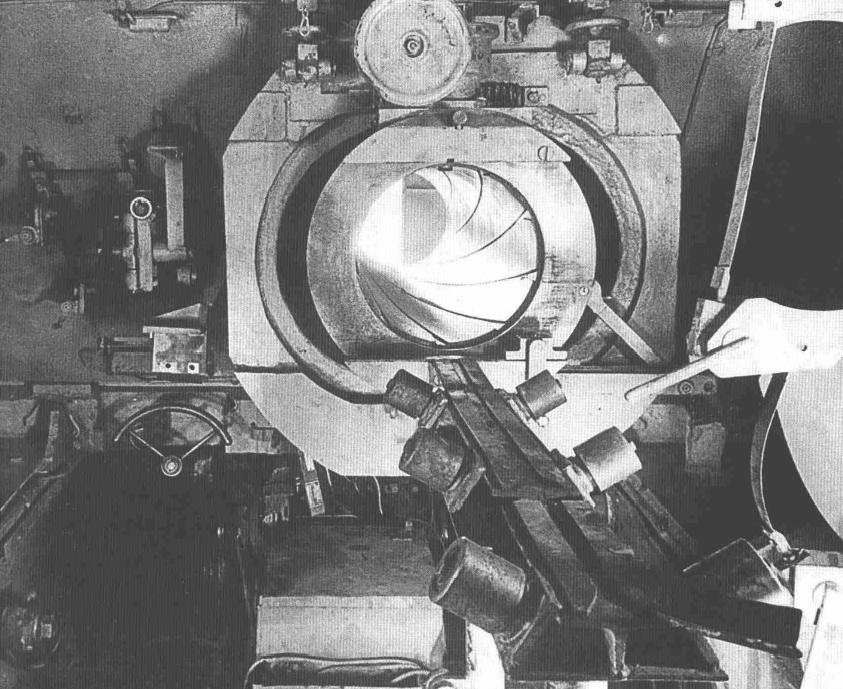
Sistema di caricamento interno dello Sturmtiger

## Esemplari superstiti
Sono attualmente conservati due esemplari del semovente:
- Esemplare 250174[2] - Deutsches Panzermuseum, Munster (Germania)
- Esemplare 250043[3] - Museo dei mezzi corazzati, Kubinka (Russia)